# Bulamaç
El Bulamaç són unes postres tradicionals de la cuina turca.
Es fa amb farina de blat, sucre comú, llet (o aigua), mantega i s'adorna amb nous partides. Sembla la mazamorra dolça a les cuines de l'Amèrica Llatina; es difereix bàsicament per l'ús de farina de blat en comptes de farina de blat de moro. En l'elaboració del bulamaç de vegades es fa servir pekmez en comptes de sucre. En aquest cas el plat es denomina "pekmezli bulamaç", que significa "bulamaç amb pekmez" en turc.
A la cuina turca també hi ha un menjar salat anomenat igualment "bulamaç".